# Prognathodes falcifer
Prognathodes falcifer là một loài cá biển thuộc chi Prognathodes trong họ Cá bướm. Loài này được mô tả lần đầu tiên vào năm 1958.

## Từ nguyên
Từ định danh falcifer được ghép bởi hai âm tiết trong tiếng Latinh, falcis ("liềm, lưỡi hái") và fero ("mang theo"), hàm ý đề cập đến dải đen hình lưỡi hái từ nắp mang kéo dài đến vây hậu môn ở loài cá này.

## Phạm vi phân bố và môi trường sống
Từ đảo Santa Catalina, California (Hoa Kỳ), P. falcifer được phân bố dọc theo bờ biển bán đảo Baja California đến phía nam vịnh California, bao gồm cả đảo Guadalupe và quần đảo Revillagigedo ngoài khơi (đều thuộc México). Chúng sống ở những khu vực có nhiều mỏm đá và đá cuội, độ sâu khoảng từ 10 đến ít nhất là 150 m.

## Mô tả
Chiều dài lớn nhất được ghi nhận ở P. falcifer là 17 cm. P. falcifer có một dải đen nổi bật mang hình dạng của lưỡi hái ở hai bên thân (bắt nguồn cho tên thường gọi của loài cá này). Vùng thân bên dưới dải đen này có màu trắng. Một dải đen khác từ gốc vây lưng băng qua mắt và chéo xuống mõm (nhạt dần từ vị trí mắt). Vùng lưng và cuống đuôi có màu vàng. Vây lưng và vây hậu môn có màu vàng với một dải đen viền xung quanh rìa của cả hai vây. Vây bụng màu vàng (sẫm đen ở nửa sau), trừ gai trước màu trắng. Vây đuôi trong mờ, màu xám, được viền đen ở rìa trên và dưới.
Số gai ở vây lưng: 13; Số tia vây ở vây lưng: 19–20; Số gai ở vây hậu môn: 3; Số tia vây ở vây hậu môn: 14–16; Số gai ở vây bụng: 1; Số tia vây ở vây bụng: 5.
P. falcifer có kiểu hình rất giống với Prognathodes carlhubbsi, một loài ở phía nam phạm vi của P. falcifer. Cả hai có thể được phân biệt dựa vào một số đặc điểm sau:
- Vùng thân bên dưới dải đen hình lưỡi hái có màu trắng ở P. falcifer, vàng ở P. carlhubbsi.[5]
- Chóp nhọn của dải đen hình lưỡi hái ở P. carlhubbsi nằm ngay gốc các gai vây lưng ở P. carlhubbsi, nhưng chỉ nằm gần và cách một khoảng ở P. falcifer.[4]
- Sọc đen từ đỉnh đầu xuống mõm có màu đen sẫm hoàn toàn ở P. carlhubbsi, nhưng nhạt dần từ trước mắt xuống mõm ở P. falcifer.[4]

## Sinh thái học
Thức ăn của P. falcifer là các loài thủy sinh không xương sống nhỏ, chủ yếu bao gồm giun nhiều tơ và động vật giáp xác, nhưng chúng cũng có thể rỉa chân của cầu gai cũng như các loài động vật da gai khác. Loài cá bướm này còn có thể đóng vai trò là cá dọn vệ sinh, khi một nhóm P. falcifer được nhìn thấy ngẫu nhiên trong lúc đang làm vệ sinh cho cá mú Paralabrax clathratus. Một loài cá bướm Đông Thái Bình Dương cũng có hành vi dọn vệ sinh cho các loài cá khác được biết đến là Johnrandallia nigrirostris.
P. falcifer thường sống đơn độc và chỉ ghép đôi vào thời điểm sinh sản.

## Thương mại
P. falcifer rất hiếm khi xuất hiện trong ngành thương mại cá cảnh vì chúng sống ở vùng nước sâu khó tiếp cận.